# Die Verlobung bei der Laterne
Die Verlobung bei der Laterne (im Original: Le Mariage aux Lanternes) ist eine französische Operette in einem Akt von Jacques Offenbach nach einem Libretto von Michel Carré und Léon Battu. Uraufführung war am 10. Oktober 1857 in Offenbachs eigenem kleinen Theater Bouffes-Parisiens in Paris.

## Orchester
Zwei Flöten, eine Oboe, zwei Klarinetten, ein Fagott, zwei Hörner, zwei Pistons, eine Posaune, Schlagzeug und Streicher

## Handlung
Dass ihn sein Onkel zum Vormund über seine verwaiste Cousine Liese bestimmt hat, macht den jungen Bauern Peter überhaupt nicht glücklich; denn er ist über beide Ohren in sie verliebt. Als Vormund wagt er es nicht, ihr seine Liebe zu gestehen. Die Verantwortung lastet so schwer auf ihm, dass er gegenüber Liese, ohne es zu wollen, oft einen recht barschen Ton anschlägt. Liese wiederum empfindet für ihren Vormund auch mehr als nur Sympathie, doch auch sie getraut sich nicht, ihm dies zu zeigen.
Eigentlich hat der Onkel seinen Neffen nur deshalb als Vormund eingesetzt, weil ihm nicht entgangen ist, was die beiden füreinander empfinden. Er hatte gehofft, auf diese Weise würde sich alles zum Besten entwickeln. Dass aber sein Plan genau das Gegenteil bewirkt hat, macht ihn nicht froh. Also beschließt er, Schicksal zu spielen.
Peter erhält einen Brief. Der unbekannte Absender teilt ihm mit, er werde einen großen Schatz finden, wenn er sich beim großen Eichbaum einfinde, sobald die Kirchenglocke den Abend einläute. Schnell verbreitet sich im Dorf das Gerücht, dem jungen Bauern stehe eine reiche Erbschaft bevor. Auch die beiden Bäuerinnen Annemarie und Catherine, beide jung verwitwet, bekommen Wind davon. Jede versucht, mehr oder weniger dreist, Peter um den Finger zu wickeln. Nur mit Mühe kann er sich ihnen entziehen.
Als das Abendläuten erklingt, kommt Peter zum großen Eichbaum. Zu seinem Erstaunen hat sich dort auch seine Cousine Liese eingefunden, denn auch sie war von einem Unbekannten brieflich hierher bestellt worden, um ebenfalls einen Schatz zu finden. Die beiden jungen Leute verstehen den Wink des Schicksals. Als der Nachtwächter kommt, geben sie sich beim Schein seiner Laterne den Verlobungskuss.

## Tonaufnahmen
- 1953: Die Verlobung unter der Laterne, mit Jean Löhe (Peter/Tenor), Herta Worrell [sic!] (Liese/Alt), Maria Thönning (Annemarie/Sopran), Bertha Lüders (Catherine/Mezzosopran). Chor und Orchester des Münchner Rundfunks, Dirigent: Werner Schmidt-Boelcke. (Rundfunkaufnahme, München 1953)
- 1962: Die Verlobung bei der Laterne, mit Ditha Sommer (Denise), Eva Kasper (Fanchette), Erika Wien (Cathérine), Alfons Holte (Pierre). Chor und Orchester der Deutschen Oper am Rhein, Dirigent: Carlos Kleiber. (Live-Mitschnitt, Düsseldorf, Dezember 1962)